# Adam Nawałka
Adam Nawałka (Krakau, 23 oktober 1957) is een voormalig voetballer uit Polen, die zijn actieve carrière in 1988 beëindigde als speler. Hij stapte later het trainersvak in.

## Spelerscarrière
Nawałka speelde als middenvelder vrijwel zijn gehele carrière voor Wisła Kraków. Hij kwam in totaal 34 keer (één doelpunt) uit voor de nationale ploeg van Polen in de periode 1977–1980. Hij maakte zijn debuut op 13 april 1977 in de vriendschappelijke uitwedstrijd tegen Hongarije (2–1) in Boedapest, net als Marek Dziuba. Hij nam in dat duel de enige Poolse treffer voor zijn rekening. Nawałka maakte deel uit van de Poolse selectie die deelnam aan het wereldkampioenschap voetbal 1978 in Argentinië. Hij speelde zijn 34ste en laatste interland op 9 juli 1980 tegen Colombia in Bogota (1–4). In 1988 stopte Nawałka als speler bij Eagle Yonkers.
| Interlanddoelpunten | Interlanddoelpunten | Interlanddoelpunten  | Interlanddoelpunten | Interlanddoelpunten | Interlanddoelpunten | Interlanddoelpunten |
| №                   | Datum               | Locatie              | Tegenstander        | Score               | Uitslag             | Wedstrijd           |
| ------------------- | ------------------- | -------------------- | ------------------- | ------------------- | ------------------- | ------------------- |
| 1                   | 13.04.1977          | Boedapest, Hongarije | Hongarije           | 1 – 1               | 2 – 1               | Vriendschappelijk   |

## Trainerscarrière

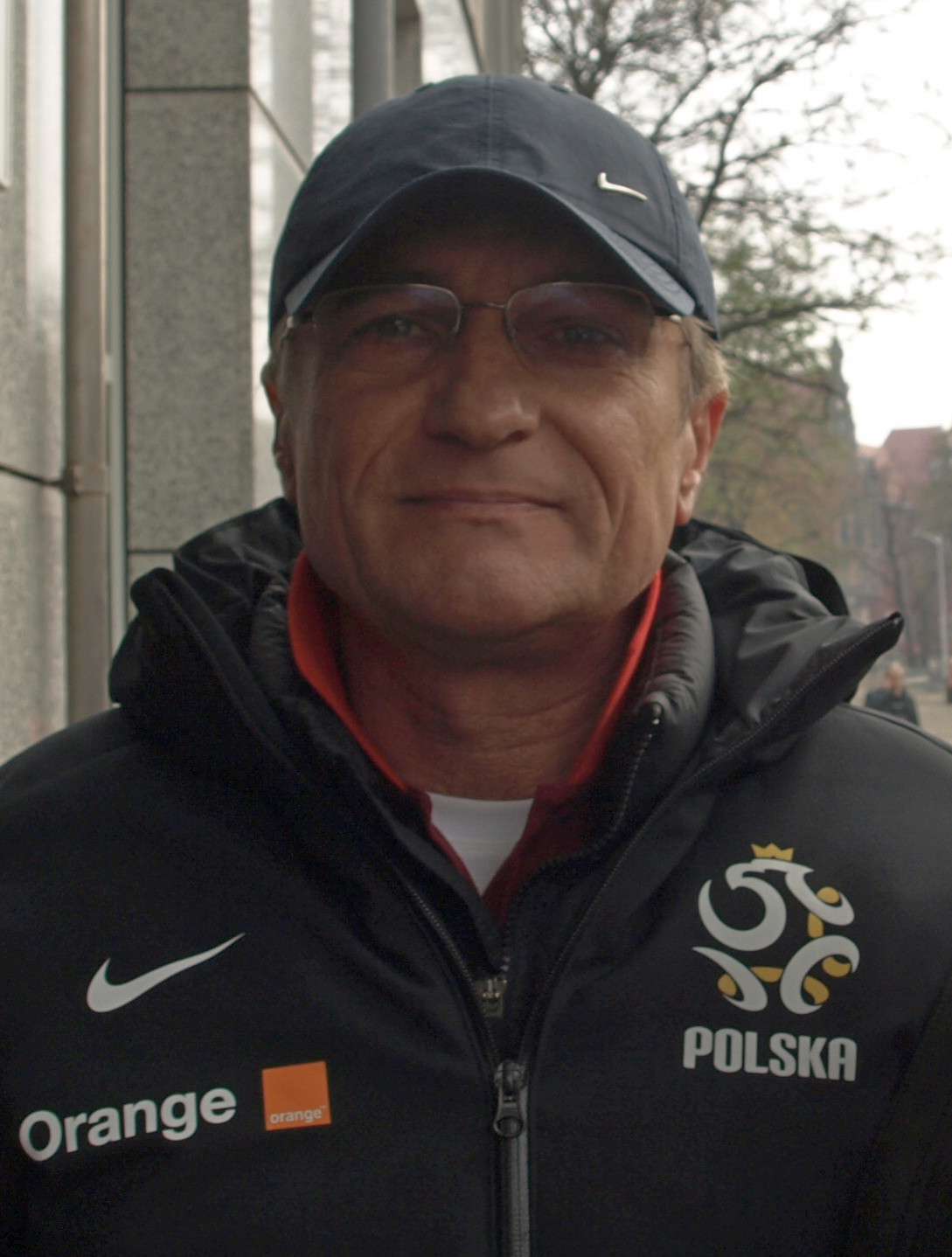
Nawałka in 2013

De Poolse voetbalbond maakte op zaterdag 26 oktober 2013 bekend dat Nawalka was aangesteld als bondscoach van Polen. Vanaf 2010 was hij in eigen land trainer geweest van Gornik Zabrze. Hij volgde Waldemar Fornalik op. Die werd ontslagen als bondscoach nadat de nationale ploeg zich niet had weten te plaatsen voor het wereldkampioenschap 2014 in Brazilië. De Polen eindigden als vierde in groep H. Nawalka debuteerde als bondscoach op 15 november 2013, toen de nationale ploeg in Wrocław met 2–0 verloor van Slowakije in een vriendschappelijke wedstrijd. Hij liet vier spelers debuteren in zijn allereerste wedstrijd: Krzysztof Mączyński (Górnik Zabrze), Rafał Kosznik (Górnik Zabrze), Adam Marciniak (MKS Cracovia) en Paweł Olkowski (Górnik Zabrze). Zijn grootste succes behaalde Nawalka op zaterdag 11 oktober 2014, toen Polen voor het eerst in de geschiedenis won van buurland Duitsland: 2–0. In de eerste achttien interlands tussen de beide won Duitsland twaalf keer en zes keer eindigde het duel in een gelijkspel. Onder Nawałka verloor Polen tussen mei 2014 en september 2015 geen wedstrijd (tien interlands). In oktober 2015 kwalificeerde Nawałka zich met het Pools elftal voor het Europees kampioenschap 2016 in Frankrijk. Op 25 juni 2016 bereikte Polen de kwartfinale na een overwinning in de achtste finale op Zwitserland – de beste prestatie van het land in haar EK-historie. Een zege op de Zwitsers volgde; Polen werd in de kwartfinale na strafschoppen uitgeschakeld door Portugal (1–1, 3–5). Jakub Błaszczykowski was de enige speler die miste. Nawałka wist Polen vrij eenvoudig naar de WK-eindronde 2018 te loodsen. Bij dat toernooi in Rusland stelde Polen echter ernstig teleur. De nummer acht van de FIFA-wereldranglijst was al na twee wedstrijden uitgeschakeld. Op de 2–1 nederlaag tegen Senegal volgde een afgetekend 3–0 verlies tegen Colombia, waardoor de afsluitende 1–0 zege op Japan slechts van statistische waarde was.
| Interlands Polen onder leiding van Adam Nawałka | Interlands Polen onder leiding van Adam Nawałka | Interlands Polen onder leiding van Adam Nawałka | Interlands Polen onder leiding van Adam Nawałka | Interlands Polen onder leiding van Adam Nawałka | Interlands Polen onder leiding van Adam Nawałka |
| №                                               | Datum                                           | Wedstrijd                                       | Uitslag                                         | Competitie                                      |                                                 |
| ----------------------------------------------- | ----------------------------------------------- | ----------------------------------------------- | ----------------------------------------------- | ----------------------------------------------- | ----------------------------------------------- |
| 1                                               | 15.11.2013                                      | Polen − Slowakije                               | 0 − 2                                           | Oefeninterland                                  |                                                 |
| 2                                               | 19.11.2013                                      | Polen − Ierland                                 | 0 − 0                                           | Oefeninterland                                  |                                                 |
| 3                                               | 18.01.2014                                      | Noorwegen − Polen                               | 0 − 3                                           | Oefeninterland                                  |                                                 |
| 4                                               | 20.01.2014                                      | Moldavië − Polen                                | 0 − 1                                           | Oefeninterland                                  |                                                 |
| 5                                               | 05.03.2014                                      | Polen − Schotland                               | 0 − 1                                           | Oefeninterland                                  |                                                 |
| 6                                               | 13.05.2014                                      | Duitsland − Polen                               | 0 − 0                                           | Oefeninterland                                  |                                                 |
| 7                                               | 06.06.2014                                      | Polen − Litouwen                                | 2 − 1                                           | Oefeninterland                                  |                                                 |
| 8                                               | 07.09.2014                                      | Gibraltar − Polen                               | 0 − 7                                           | EK-kwalificatie                                 |                                                 |
| 9                                               | 11.10.2014                                      | Polen − Duitsland                               | 2 − 0                                           | EK-kwalificatie                                 |                                                 |
| 10                                              | 14.10.2014                                      | Polen − Schotland                               | 2 − 2                                           | EK-kwalificatie                                 |                                                 |
| 11                                              | 14.11.2014                                      | Georgië − Polen                                 | 0 − 4                                           | EK-kwalificatie                                 |                                                 |
| 12                                              | 18.11.2014                                      | Polen − Zwitserland                             | 2 − 2                                           | Oefeninterland                                  |                                                 |
| 13                                              | 29.03.2015                                      | Ierland − Polen                                 | 1 − 1                                           | EK-kwalificatie                                 |                                                 |
| 14                                              | 13.06.2015                                      | Polen − Georgië                                 | 4 − 0                                           | EK-kwalificatie                                 |                                                 |
| 15                                              | 16.06.2015                                      | Polen − Griekenland                             | 0 − 0                                           | Oefeninterland                                  |                                                 |
| 16                                              | 04.09.2015                                      | Duitsland − Polen                               | 3 − 1                                           | EK-kwalificatie                                 |                                                 |
| 17                                              | 07.09.2015                                      | Polen − Gibraltar                               | 8 − 1                                           | EK-kwalificatie                                 |                                                 |
| 18                                              | 08.10.2015                                      | Schotland − Polen                               | 2 − 2                                           | EK-kwalificatie                                 |                                                 |
| 19                                              | 11.10.2015                                      | Polen − Ierland                                 | 2 − 1                                           | EK-kwalificatie                                 |                                                 |
| 20                                              | 13.11.2015                                      | Polen − IJsland                                 | 4 − 2                                           | Oefeninterland                                  |                                                 |
| 21                                              | 17.11.2015                                      | Polen − Tsjechië                                | 3 − 1                                           | Oefeninterland                                  |                                                 |
| 22                                              | 23.03.2016                                      | Polen − Servië                                  | 1 − 0                                           | Oefeninterland                                  |                                                 |
| 23                                              | 26.03.2016                                      | Polen − Finland                                 | 5 − 0                                           | Oefeninterland                                  |                                                 |
| 24                                              | 01.06.2016                                      | Polen − Nederland                               | 1 − 2                                           | Oefeninterland                                  |                                                 |
| 25                                              | 06.06.2016                                      | Polen − Litouwen                                | 0 − 0                                           | Oefeninterland                                  |                                                 |
| 26                                              | 12.06.2016                                      | Polen − Noord-Ierland                           | 1 − 0                                           | EK-eindronde                                    |                                                 |
| 27                                              | 16.06.2016                                      | Duitsland − Polen                               | 0 − 0                                           | EK-eindronde                                    |                                                 |
| 28                                              | 21.06.2016                                      | Oekraïne − Polen                                | 0 − 1                                           | EK-eindronde                                    |                                                 |
| 29                                              | 25.06.2016                                      | Zwitserland − Polen                             | 1 − 1 (4 − 5 n.s.)                              | EK-eindronde                                    |                                                 |
| 30                                              | 30.06.2016                                      | Polen − Portugal                                | 1 − 1 (3 − 5 n.s.)                              | EK-eindronde                                    |                                                 |
| 31                                              | 04.09.2016                                      | Kazachstan − Polen                              | 2 − 2                                           | WK-kwalificatie                                 |                                                 |
| 32                                              | 08.10.2016                                      | Polen − Denemarken                              | 3 − 2                                           | WK-kwalificatie                                 |                                                 |
| 33                                              | 11.10.2016                                      | Polen − Armenië                                 | 2 − 1                                           | WK-kwalificatie                                 |                                                 |
| 34                                              | 11.11.2016                                      | Roemenië − Polen                                | 0 − 3                                           | WK-kwalificatie                                 |                                                 |
| 35                                              | 14.11.2016                                      | Polen − Slovenië                                | 1 − 1                                           | Oefeninterland                                  |                                                 |
| 36                                              | 26.03.2017                                      | Montenegro − Polen                              | 1 − 2                                           | WK-kwalificatie                                 |                                                 |
| 37                                              | 10.06.2017                                      | Polen − Roemenië                                | 3 − 1                                           | WK-kwalificatie                                 |                                                 |
| 38                                              | 01.09.2017                                      | Denemarken − Polen                              | 4 − 0                                           | WK-kwalificatie                                 |                                                 |
| 39                                              | 04.09.2017                                      | Polen − Kazachstan                              | 3 − 0                                           | WK-kwalificatie                                 |                                                 |
| 40                                              | 05.10.2017                                      | Armenië − Polen                                 | 1 − 6                                           | WK-kwalificatie                                 |                                                 |
| 41                                              | 08.10.2017                                      | Polen − Montenegro                              | 4 − 2                                           | WK-kwalificatie                                 |                                                 |
| 42                                              | 10.11.2017                                      | Polen − Uruguay                                 | 0 − 0                                           | Oefeninterland                                  |                                                 |
| 43                                              | 13.11.2017                                      | Polen − Mexico                                  | 0 − 1                                           | Oefeninterland                                  |                                                 |
| 44                                              | 23.03.2018                                      | Polen − Nigeria                                 | 0 − 1                                           | Oefeninterland                                  |                                                 |
| 45                                              | 27.03.2018                                      | Polen − Zuid-Korea                              | 3 − 2                                           | Oefeninterland                                  |                                                 |
| 46                                              | 08.06.2018                                      | Polen − Chili                                   | 2 − 2                                           | Oefeninterland                                  |                                                 |
| 47                                              | 12.06.2018                                      | Polen − Litouwen                                | 4 − 0                                           | Oefeninterland                                  |                                                 |
| 48                                              | 19.06.2018                                      | Polen − Senegal                                 | 1 − 2                                           | WK-eindronde                                    |                                                 |
| 49                                              | 24.06.2018                                      | Polen − Colombia                                | 0 − 3                                           | WK-eindronde                                    |                                                 |
| 50                                              | 28.06.2018                                      | Japan − Polen                                   | 0 − 1                                           | WK-eindronde                                    |                                                 |

## Erelijst
Wisła Kraków
- Pools landskampioen

1978